# 松尾めぐみ
松尾 めぐみ（まつお めぐみ、1985年10月20日 - ）は、福岡県直方市出身の元OBS大分放送のキャスター・リポーターである。
福岡県立直方高等学校、福岡調理師専門学校卒業。
2006年からの3年間、KBCラジオのひまわり号（ラジオカー）リポーターとして3年間活躍した。
2009年から2013年まで大分放送の朝の情報番組『おはようナイスキャッチ』のキャスター、リポーターを務めた。

## 過去の番組
OBS大分放送おはようナイスキャッチ(月～金　朝9：55～10：20放送）